# Base aerea di Poggio Renatico
La base aerea di Poggio Renatico (ICAO: LIVK) si trova sul sedime dell'ex aeroporto di Poggio Renatico, è oggi sede del Comando operazioni aerospaziali (COA) dell'Aeronautica Militare e del Deployable Air Command and Control Centre (DACCC) della NATO, è provvista di eliporto e si trova nel comune di Poggio Renatico in provincia di Ferrara.

## Storia

### Prima guerra mondiale
Dal novembre 1917 Poggio Renatico era sede di un deposito (Parco aerei).
La costruzione del primo campo d'aviazione ha luogo nel 1918 dopo la Battaglia di Caporetto per mano della Regia Marina come base di squadriglie da bombardamento in località Cascina Nuova dei pressi di Poggio Renatico, costituito da 11 hangar, tre capannoni, un magazzino, alloggi per truppa e ufficiali e una pista d'atterraggio in erba di 800 per 551 metri.
Dall'agosto 1918 fino al luglio 1919 era assegnato alla stazione della R. Marina di Poggio Renatico il Tenente Colonnello pilota Armando Armani futuro Capo di stato maggiore dell'Aeronautica Militare.
Dal 25 al 29 settembre 1918 arriva la 181ª Squadriglia Caproni Ca.40 che rimane fino al giugno 1919.
Sempre dallo stesso mese arriva anche la gemella 182ª Squadriglia che resta fino al 15 marzo 1919.

### Regia Aeronautica
Successivamente al primo conflitto mondiale, il 4 febbraio 1919 arriva la 15ª Squadriglia da bombardamento Caproni per transitare nel mese di giugno al Comando d'Aviazione della Dalmazia. Viene sciolta il 27 settembre 1919.
Nel 1923 l'aeroporto fu dedicato al tenente osservatore bolognese Giuseppe Veronesi (aviatore) (due Medaglie d'argento al valor militare ed una Medaglia di bronzo al valor militare).
Il 10 maggio 1929 arriva il XLIV Gruppo Bombardieri Diurno della Regia Aeronautica (2ª Squadriglia, 6ª Squadriglia, 7ª Squadriglia e 22ª Squadriglia) del 14º Stormo sui Fiat B.R.2 rimanendo fino alla metà di giugno 1931.
Sempre nel 1929 arrivano il 67º Gruppo con la 115ª Squadriglia del 21º Stormo fino al 16 ottobre 1931.
Dal 13 ottobre 1931 venne dislocato a Poggio Renatico l'8º Stormo della 1ª Brigata Aerea da Bombardamento, conosciuto anche come 8º Stormo Bombardamento Notturno sui Caproni Ca.73. Durante la Campagna d'Etiopia lo Stormo operò intensamente in Africa Orientale Italiana dal 1935 dall'aeroporto di Gura (Eritrea) vicino a Decamerè con la denominazione 8º Stormo Africa Orientale. 
In vista dell'inizio delle operazioni belliche in Africa orientale, lo stormo fu equipaggiato con i bombardieri ricognitori monomotori Caproni Ca.111, e costituì due gruppi bis che vennero trasferiti in Eritrea. per partecipare alla conquista dell'Etiopia. Al termine delle ostilità i due reparti rimasero in forza all'Aviazione dell'Africa Orientale Italiana con la denominazione di XXVII Gruppo e XXVIII Gruppo bis, mentre il comando di stormo rimpatriò il 20 luglio 1936.
Nel novembre 1935 nasce a Poggio Renatico l'8º Stormo Metropolitano e nel 1936 entrambi gli stormi vanno all'Aeroporto di Bologna-Borgo Panigale.
Nel 1936 il 30º Stormo Bombardamento Terrestre si trasferisce a Poggio Renatico completando il passaggio sui Savoia-Marchetti S.M.81. Il 30º Stormo si sposta in seguito all'Aeroporto di Forlì prendendo parte nell'Aprile 1939 all'Invasione italiana dell'Albania.
Al 1936 era sede di una scuola di volo per alianti dell'aeronautica che rimase fino al 1940, prima dell’entrata in guerra dell'Italia.
Nel dicembre 1938 vi prestava servizio il Maggiore Amerigo Manzini.

### Seconda guerra mondiale
Al 10 giugno 1940 era un Deposito Centrale Aeroplani (Ferrara-Poggio Renatico).
Dal 1943 divenne sede della Luftwaffe fino alla quasi completa distruzione dello scalo in seguito ai bombardamenti bellici durante la seconda guerra mondiale che ne segnarono l'abbandono.
Dal 1º maggio 1944 al 30 giugno successivo fu sede del 1º e 2º gruppo dello Jagdgeschwader 77 comandato dall'asso Johannes Steinhoff (176 vittorie, capo di stato maggiore dal 1966 al 1970 e Presidente del comitato militare NATO dal 1971 al 1974) e dall'agosto 1944 al settembre successivo dello Nachtschlachtgruppe 9.
Da fonti americane (Air Force Historical Studies Office) risulta che il 5 giugno 1944 53 P-38 Lightning americani della 15th Air Force colpirono anche l'aeroporto di Poggio Renatico e che altri bombardamenti, con Boeing B-17 Flying Fortress e B-24 Liberator, vi furono il 10 ed il 22 dello stesso mese.

### Il dopoguerra
Negli anni cinquanta venne costituito a Ferrara l'11º Gruppo Radar che nel 1972 verrà trasferito a Poggio Renatico, dove era stato nel frattempo installato un nuovo sistema radar, più performante di quello presente nella città estense, rendendo così l'aeroporto uno dei centri della catena di controllo radar della NATO che si estendevano dalla Norvegia alla Turchia, mentre nel 1983 la base acquisì maggiore importanza grazie ai nuovi sistemi di controllo e alla capacità di collegarsi tramite velivoli Awacs in dotazione all'Alleanza atlantica.
In un clima di profonda riorganizzazione della forza armata, nel 1998 la base aerea di Poggio Renatico accoglie il Centro operativo del COFA (un ente che si occupa della condotta delle operazioni aeree, nato dalla fusione del 1° R.O.C. di Monte Venda e dell'11º Gruppo radar) e il quartier generale del COFA (che tuttora cura il supporto logistico sul sedime), costituiti all'atto della creazione sull'aeroporto di Vicenza del COFA, uno dei comandi di vertice dell'Aeronautica Militare, volto a coordinare e pianificare l'impiego delle forze aeree per l'adempimento delle missioni dettate dall'ONU e dalla NATO. In seguito, nel 1999 si insedia il Combined Air Operations Center Five (CAOC 5) responsabile della difesa dello spazio aereo di Italia, Slovenia e Ungheria e nel 2003 l'intero Comando operativo delle forze aeree lascia Vicenza per Poggio Renatico, inglobando così il suo preesistente centro operativo. Nel 2006 sorge il Gruppo riporto e controllo difesa aerea il quale svolge i compiti dell'ormai disciolto 11º Gruppo radar.
Nell'estate del 2010, in seguito alla riorganizzazione degli alti comandi dell'Aeronautica Militare, il COFA ha trasferito gradualmente le sue funzioni al Comando della squadra aerea, che ha continuato però ad esercitarle per mezzo della sua articolazione denominata Comando operazioni aeree (COA), avvalendosi del personale e dei sistemi di comando e controllo già presenti a Poggio Renatico. In seguito a tale evento, il preesistente quartier generale del COFA cambia denominazione in "Reparto supporto servizi generali".
All'inizio del 2013, in seguito alla riorganizzazione dei comandi della NATO, viene costituito sulla base di Poggio Renatico il nuovo Deployable Air Command and Control Centre della NATO, che successivamente riceve le sue prime strutture mobili di radar rischierabile, mentre qualche mese dopo il preesistente Combined Air Operations Center 5 viene disattivato dopo aver ceduto le proprie funzioni di comando e controllo al neocostituito CAOC di Torrejon de Ardoz, in Spagna.
Nella base hanno sede anche il European Personnel Recovery Centre ed il NATO Deployable Combined Air Operation Center (DCAOC) ovvero il Centro Operativo Aereo rischierabile.

## Ubicazione
La base è ubicata a meno di 4 chilometri dal centro di Poggio Renatico, in via Ponte Rosso, 1. La struttura, è stata costruita e potenziata dopo l'insediamento della NATO che l'ha dotata di due piani totalmente interrati.